# You talkin' to me?
"You talkin' to me?" ("Mày nói với tao đấy à?") là một câu thoại nổi tiếng của nhân vật Travis Bickle (do Robert De Niro thủ vai) trong bộ phim Taxi Driver (1976). Câu thoại và cảnh độc thoại với gương của Travis Bickle này được coi là một trong những cảnh quay ấn tượng nhất của điện ảnh Mỹ và nó đã được lặp lại trong rất nhiều bộ phim sản xuất sau Taxi Driver. "You talkin' to me?" đã được bình chọn đứng ở vị trí thứ 10 trong danh sách Danh sách 100 câu thoại đáng nhớ trong phim của Viện phim Mỹ.

## Bối cảnh và câu thoại
Sau khi bị Betsy (Cybill Shepherd) tránh mặt, Travis Bickle bắt đầu lâm vào trạng thái chán nản, cô đơn và suy sụp. Mỗi ngày trên hành trình đưa đón những người khách bằng chiếc taxi của mình, Travis phải chứng kiến những cảnh sống bẩn thỉu, tối tăm, những cảnh mà theo anh là "không thể chịu đựng nổi" và "cần phải quét sạch khỏi thành phố". Anh bắt đầu mua súng và luyện tập trở lại như thời kỳ còn là thủy quân lục chiến trong Chiến tranh Việt Nam.
Trong cảnh quay đáng nhớ này, Bickle mặc áo thủy quân lục chiến, hai bên sườn là hai khẩu súng, anh nhìn vào gương và tưởng tượng ra cảnh đối đầu mà ở đó anh phải rút súng. Một mình đối diện với chiếc gương, Travis nói:
| “ | "You talkin' to me? You talkin' to me? You talkin' to me? Then who the hell else are you talkin' to? You talkin' to me? Well I'm the only one here. Who the fuck do you think you're talking to?" | ” |

Tạm dịch:
| “ | "Mày nói với tao đấy à? Mày nói với tao đấy à? Mày nói với tao? Mày nói với tao? Vậy thì mày đang nói với thằng quái quỷ nào? Mày nói với tao? Ồ tao là người duy nhất ở đây. Mày nghĩ là mày đang nói với thằng nào?" | ” |

## Ý nghĩa
Theo như kịch bản của Paul Schrader thì cảnh quay này chỉ được mô tả là "Travis nhìn vào trong gương" và ý đồ của đạo diễn Martin Scorsese là lấy thêm cảm hứng từ đoạn độc thoại với gương của nhân vật do Marlon Brando thủ vai trong Reflections in a Golden Eye (1967), tuy nhiên Robert De Niro đã tự nghĩ thêm đoạn thoại này và nó đã trở thành câu thoại đáng nhớ nhất của cả bộ phim. Theo nhà phê bình phim nổi tiếng Roger Ebert thì cảnh phim và đoạn thoại đã cho thấy sự cô đơn đến cùng cực của Travis, anh cố gắng tìm cách liên hệ với cuộc sống xung quanh nhưng dường như điều đó với anh là không thể.
Sau Taxi Driver, đã có rất nhiều bộ phim có những cảnh quay gợi lại câu thoại và cảnh độc thoại đáng nhớ này như cảnh cậu thiếu niên Marty McFly (Michael J. Fox) rút súng và giả giọng Travis trong Back to the Future Part III (1990), thậm chí một bộ phim Pháp nổi tiếng là La Haine (1995) cũng có cảnh quay ở đầu phim trong đó nhân vật Vinz (Vincent Cassel) đứng trước gương và nói lại đoạn thoại bằng tiếng Pháp. "You talkin' to me?" đã được bình chọn đứng ở vị trí thứ 10 trong danh sách Danh sách 100 câu thoại đáng nhớ trong phim của Viện phim Mỹ.